# Ignacy Gogolewski

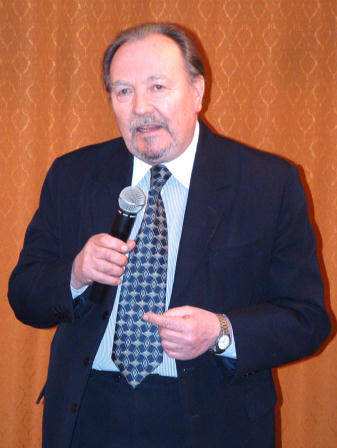
Ignacy Gogolewski

Ignacy Gogolewski (* 17. Juni 1931 in Ciechanów; † 15. Mai 2022) war ein polnischer Theater- und Filmschauspieler.

## Leben und Wirken
Er besuchte bis 1953 die Staatliche Schauspielschule PWST in Warschau und hatte danach Engagements an einer Reihe von Warschauer Bühnen (Polnisches, Dramatisches, National- und Zeitgenössisches Theater). 1971 folgte er einem Ruf an das Schlesische Theater (Teatr Śląski im. Stanisława Wyspiańskiego) in Katowice. Zeitgleich wirkte er auch an zahlreichen Filmen mit. Für seine dort gezeigten Leistungen wurde er 1969 mit der Goldenen Leinwand ausgezeichnet. Den Staatspreis Orden Polonia Restituta erhielt er erstmals 1964. Höhere Stufen dieses Ordens folgten bis 1999. Des Weiteren ehrte man ihn für seine vielseitigen Wirkungsbereiche mit mehreren Medaillen, wie zum Beispiel der Gloria-Artis-Medaille für kulturelle Verdienste.
Von 1980 bis 1985 war er Direktor und Künstlerischer Leiter des Osterwa-Theaters in Lublin, von 1985 bis 1989, dieselben Funktionen ausübend, am Rozmaitości-Theaters in Warschau. 1983 wurde er Mitglied des Nationalrates der Patriotyczny Ruch Odrodzenia Narodowego (Patriotische Front der Nationalen Wiedergeburt). 1986 gehörte er dem Nationalen Kulturrat an. In den Jahren 2005 und 2006 war er Präsident der Vereinigung polnischer Bühnenkünstler (ZASP). 2010 hielt er eine Grabrede auf den Urologen Stefan Wesołowski.
Ignacy Gogolewski war zweimal verheiratet. 1954 trat er mit der Schauspielerin Katarzyna Łaniewska vor den Traualtar. Aus der Ehe, die 1964 geschieden wurde, stammt eine Tochter. Im Januar 1978 heiratete er die Fernsehjournalistin Marina Samet-Niecikowska. Nur zwei Monate nach der Hochzeit, im März 1978, kam seine Frau als eine von 73 Insassen von Balkan-Bulgarian-Airlines-Flug 107 in Bulgarien ums Leben. Zusammen mit einer Mitarbeiterin des polnischen Kulturministeriums hatte Gogolewski einen im Jahr 1975 geborenen, unehelichen Sohn.

## Filmografie (Auswahl)
- 1953: Drei Erzählungen
- 1954: Eine schwierige Liebe
- 1955: Das verzauberte Fahrrad
- 1957: Abschied vom Teufel
- 1958: Der Soldat der Königin von Madagaskar
- 1959: Die Hochzeitsnacht
- 1961: Heute nacht stirbt eine Stadt
- 1962: Das Mädchen aus gutem Hause (auch unter dem Titel Silvesternacht)
- 1964: Der Maler des Lichts
- 1966: Der Schuss
- 1966: Chiffre
- 1967: Jowita
- 1968: Gräfin Cosel (TV-Dreiteiler)
- 1969: Einsamkeit zu zweit
- 1970: Die Romantiker
- 1972: Bolesław der Kühne
- 1972: Die Bauern (TV-Serie)
- 1977: Soldaten der Freiheit (TV-Mini-Serie)
- 1978: Die Romanze der Therese Hennert (als Regisseur)
- 1979: Klub Hotel Lux
- 1981: Polonia restituta
- 1984: Dom swietego Kazimierza (als Regisseur und Hauptdarsteller)
- 2001: Der schwarze Strand